# Radu Basalau
Radu Basalau (ur. 15 maja 1985 w Bukareszcie) – rumuński rugbysta występujący na pozycji filara młyna, dziesięciokrotny reprezentant Rumunii, zdobywca czterech pucharów i dwóch mistrzostw Rumunii ze stołeczną Steauą.
W październiku 2010 roku zakończył karierę z powodu kontuzji kręgosłupa.

## Kariera klubowa
Grać w rugby zaczął w 1993 roku w klubie CSS Triumph București, a następnie grał w Metrorex București. Od 2004 roku związany był z Steauą Bukareszt, z którą zdobył cztery puchary (2004/2005, 2005/2006, 2006/2007, 2008/2009) i dwa mistrzostwa Rumunii (w sezonach 2004/2005, 2005/2006). W 2010 roku podpisał kontrakt z CSU Aurel Vlaicu Arad, gdzie zagrał jeden sezon.
W latach 2004–2009 powoływany również do drużyny București Rugby reprezentującej Rumunię w European Challenge Cup.

## Kariera reprezentacyjna
Reprezentował kraj w rozgrywkach juniorskich – w 2004 roku wystąpił w MŚ U-19 i ME U-20. W seniorskiej kadrze zadebiutował wygranym meczem z Portugalią 1 grudnia 2007 roku. Ostatnim natomiast, dziesiątym występem w narodowych barwach było rozegrane 17 lipca 2010 roku spotkanie z Tunezją w ramach eliminacji do Pucharu Świata 2011. Podczas niego doznał kontuzji kręgosłupa – MRI wykazał uszkodzenia dwóch kręgów.